# Dioclea coriacea
Dioclea coriacea är en ärtväxtart som beskrevs av George Bentham. Dioclea coriacea ingår i släktet Dioclea och familjen ärtväxter. Inga underarter finns listade i Catalogue of Life.